# L'angelo del bizzarro
L'Angelo del Bizzarro (The Angel of the Odd) è un racconto di Edgar Allan Poe pubblicato nel 1844.

## Trama
Dopo avere letto con scetticismo un articolo in cui si racconta di un uomo morto per avere ingoiato accidentalmente una freccetta, il narratore riceve la visita dell'Angelo del Bizzarro, il genio che sovrintende a tutti gli incidenti bizzarri. Durante il colloquio il narratore, accortosi della permalosità del suo interlocutore, decide di limitarsi ad ascoltare, temendo di poterlo offendere con le sue parole. Tuttavia l'Angelo del bizzarro giudica irrispettoso il suo silenzio, e decide di vendicarsi. Il protagonista racconta così tutti gli strani incidenti capitatigli dopo l'incontro con l'Angelo.